# Кремпа (Поддембицький повіт)
Кремпа (пол. Krępa) — село в Польщі, у гміні Поддембиці Поддембицького повіту Лодзинського воєводства.
Населення — 205 осіб (2011).
У 1975-1998 роках село належало до Серадзького воєводства.

## Демографія
Демографічна структура станом на 31 березня 2011 року:
|          | Загалом | Допрацездатний вік | Працездатний вік | Постпрацездатний вік |
| -------- | ------- | ------------------ | ---------------- | -------------------- |
| Чоловіки | 101     | 17                 | 71               | 13                   |
| Жінки    | 104     | 15                 | 54               | 35                   |
| Разом    | 205     | 32                 | 125              | 48                   |